# Spendthrift Farm
Spendthrift Farm är ett stuteri för engelska fullblod i Lexington, Kentucky, som för närvarande ägs av B. Wayne Hughes. 

## Historia
Stuteriet grundades av Leslie Combs II och uppkallades efter den framgångsrika hingsten Spendthrift, som ägdes av Combs förfader, Daniel Swigert från Elmendorf Farm. Spendthrift var farfarsfar till Man o' War.
Även om Spendthrift Farm mest är känt som ett kommersiellt stuteri, har de också ett litet tävlingsstall.
1966 föddes Majestic Prince på Spendthrift, uppfödd av Combs. Den berömda avkomman till Raise A Native återvände senare till gården som avelshingst och dog där 1981. 1979 stallades Triple Crown-vinnaren Seattle Slew upp som avelshingst och stod på Spendthrift till 1987.

## Begravningsplats
Förutom avelsverksamhet på gården, ligger flera viktiga galopphästar begravda på gården. Dessa inkluderar Nashua, Never Bend, Prince John, Raise A Native, Gallant Man, Caro och Valdez. Landaluce flyttades till Spendthrift Farm efter att Hollywood Park Racetrack stängdes 2014.

## Fortsatt läsning
- . http://www.kentucky.com/2012/02/26/2084439/fields-of-dreams-at-spendthrift.html.